# Puerto Rican Power
Die Gruppe Puerto Rican Power ist eine Salsaband aus Puerto Rico.

## Werdegang
Die Band Puerto Rican Power wurde Ende der 1970er Jahre vom Bassisten Jesús „Chuy“ Castro gegründet. Als sich Castro dazu entschied, Medizin zu studieren, übernahm der Trompetenspieler Luís César Ayala 1979 die Combo und unterschrieb einen Plattenvertrag bei Fania Records. Puerto Rican Power begleitete eine Reihe von berühmten Salsakünstlern wie Celia Cruz, Cheo Felicitano, Pete „El Conde“ Rodriguez, Vitin Aviles, Santitos Colón, Ismael Miranda, Héctor Lavoe, Paquito Gúzman und andere. 1983 stieß Tito Rojas als Sänger zu der Band und führte die Gruppe zu ihren ersten Erfolgen. Sie erhielten einen Plattenvertrag bei Musical Productions und nahmen Hits wie Noche de bodas, Quiereme tal como soy, Juguete de nadie, A donde irás, Emergencia de amor und Quiero volver contigo auf.
Der Song  A donde irás gewann zahlreiche nationale und internationale Preise und Auszeichnungen wie La Campana de Oro, El Combo de Oro, El Buho de Oro, Diplos, Paolis, Tú Música und Nennungen in den Premium Billboard Charts. 1999 wurden sie von J & N Records unter Vertrag genommen und produzierten erfolgreiche Alben wie Men in Salsa, Wild Wild Salsa, Salsa another Day sowie Exitos y Más. Auskopplungen wie Tu cariñito, Me tiene loco, Doctor, Sí pero no, Pena de amor, Cuando faltas tú und Mi mujer es una policia wurden in der Salsaszene der Karibik, Mittel- und Südamerika, USA und Europa sehr bekannt. Unterschiedliche karibische Musikstile bietet ihr Album Salsa of the Caribbean. Unter Namen Mambiche Records mit Sitz in Caguas/Puerto Rico wurde ihr jüngstes Werk Luisito Ayala y su Puerto Rican Power 30 Anos de Power! produziert.

## Stil und Bedeutung
Einer der erfolgreichsten, tanzbarsten und kraftvollsten Salsa-Songs von Puerto Rican Power ist ihr Hit Tu Cariñito aus dem Jahr 2000 aus ihrem Album Men in Salsa:
Tu Cariñito
| Te ando buscando como un loco por el mundo Y sin ti ya no aguanto un segundo Alguien venga dimelo ya Si la han visto por aqui o la han visto por alla | Ich laufe wie ein Irrer durch die Welt und suche Dich Ohne Dich halte ich es keine Sekunde aus Es kommt jemand, sag es mir schon Haben Sie sie hier oder dort gesehen |
| Porque la busco yo la busco y no la encuentro Ya yo quiero que llegue ese momento en que yo le puedo decir Que sin ti mi vida no puedo vivir | Weil ich sie suche und suche und nicht finde Ich möchte, dass sie jetzt in diesem Moment kommt, wo ich sagen kann Dass ich ohne Dich mein Leben nicht leben kann |
| Porque yo quiero que tu vuelvas a mi Que me des un cariñito mi amor Y que me llenes de besitos y mas Porque eres tu la nena que quiero yo | Weil ich will, dass Du zu mir zurückkehrst Dass Du mir eine kleine Zärtlichkeit gibst, meine Liebe Und dass Du mich mit Küsschen und mehr anfüllst Weil Du das Schätzchen bist, das ich will |
| La ando buscando por los 7 mares Debajo de las piedras y en mil lugares Alguien venga digamelo ya Si la han visto por aqui o la han visto por allá | Ich suche sie auf den sieben Weltmeeren Unter den Steinen und an tausend Orten Es kommt jemand, sag es mir schon Haben Sie sie hier oder dort gesehen |
| Ya he perdido la noción del tiempo No se la hora el dia ni el momento Si alguien sabe digamelo ya Si ha pasado 1 año, un siglo o una eternidad | Schon habe ich den Zeitbegriff verloren Ich weiß nicht mehr die Stunde, noch den Moment Wenn einer etwas weiß, sagt es mir schon Wenn auch ein Jahr vergeht, ein Jahrhundert oder eine Ewigkeit |
| Porque yo quiero que tu vuelvas a mi... Que me des un cariñito mi amor Que venga alguien y me lo diga Si la ha visto yo lo quiero Lo quiero lo quiero Yo quiero yo quiero yo quiero Tu cariñito aqui                                                           | Weil ich will, dass Du zu mir zurückkehrst Und dass Du mir eine kleine Zärtlichkeit gibst Dass jemand kommt und mir sagt Dass er sie gesehen hat und ich will das Ich will das, ich will das Ich brauche, ich brauche, ich brauche Deine kleine Zärtlichkeit hier |
| Te busco por el mundo y no te puedo conseguir Navego por los mares sin poder hayarte que. Y todo lo que anhelo es poder encontrarte... | Ich suche Dich auf der ganzen Welt und ich kann Dir nicht folgen Ich steuere durch die Meere ohne dass ich Dich sehen kann Und alles wonach ich mich sehne ist Dich zu finden |
| Que yo quiero que tu vuelvas vuelvas que yo quiero Y yo la busco por alla Que pasó?? Puerto Rican power! | Was ich will ist, dass Du zurückkehrst, zurückkehrst, das ist, was ich will Und ich suche sie dort Was ist geschehen Puerto Rican Power! |
| Que me des y que me des Que me des tu cariñito uuu! Yo lo necesito Yue me des tu cariñito uuu! Damelo poco a poquito | Dass Du mir gibst, dass Du mir gibst Dass Du mir Deine kleine Zärtlichkeit gibst Ich brauche das Dass Du mir Deine kleine Zärtlichkeit gibst, uuu Gib mir ein bißchen, nur ein kleines bißchen |
| Que me des tu cariñito uuu! Cariñito cariñito Que me des tu cariñito uuu! Acarameladito Que me des tu cariñito uuu! Porque yo quiero un besito Que me des un cariñito! Yo quiero yo quiero mi nena Que tu vuelvas a mi Que sin ti mi vida no puedo vivir uuuu! | Dass Du mir Deine kleine Zärtlichkeit gibst, kleine Zärtlichkeit, kleine Zärtlichkeit Dass Du mir Deine kleine Zärtlichkeit gibst, uuuu Mit Karamel überzogen Dass Du mir Deine kleine Zärtlichkeit gibst, uuuu Weil ich ein Küsschen will Dass Du mir Deine kleine Zärtlichkeit gibst Ich will, ich will, mein Schatz Dass Du zu mir zurückkehrst Weil ich ohne Dich mein Leben nicht leben kann |

## Diskografie
Alben
- Con más power (1990)
- Con todo el power (1992)
- El más de poder (1994)
- Poderoso pero diferente (1996)
- Men in Salsa (1999)
- Wild Wild Salsa (2001)
- Todo éxitos de Puerto Rican Power
- Salsa Another Day (2003)
- Puerto Rican Power (2006)
- Super éxitos (2006)
- Canta Tito Rojas (2006)
- Los éxitos vol. 2 (2006)
- 30 años de power! (2009)

Singles
- Tu Cariñito (2000, ES: Gold)[2]